# Гасанов, Вюгар Ильгар оглы
Вюгар Ильгар оглы Гасанов (азерб. Həsənov Vüqar İlqar oğlu, род. 19 марта 1997 года, Сумгаит, Азербайджан) — азербайджанский волейболист, доигровщик команды «Сумгаит» а также юношеской (U-20) и национальной сборной Азербайджана. Выступает также на позиции либеро.

## Биография
Родившийся 19 марта 1997 года Вюгар Гасанов начал заниматься волейболом в возрасте 10 лет в родном городе Сумгаите, будучи учеником средней школы № 25, под руководством тренера Дильгама Гахраманова. Провел здесь 4 года.

## Клубная карьера
- 2013— н.в. — «Сумгаит»

С 2013 года выступает в команде «Сумгаит», которая ведет борьбу в чемпионате Азербайджана в зоне VII, наряду с представителями команд из городов Гусар, Губа, Хачмаз, Сиазань, Шабран, Хызы, Губадлы, Шуша и Абшерон.

## Сборная Азербайджана
С 2013 года является игрокм юношеской (U-20), а с 2012 года национальной сборной Азербайджана по волейболу. В юношеской и национальной сборной выступает под № 4.
3 и 4 января 2014 года, в составе юношеской сборной Азербайджана принял участие в первом квалифиционном раунде Чемпионата Европы 2014 года, где сыграл против сборных Норвегии и Англии.